# 7987 Walshkevin
7987 Walshkevin este un asteroid din centura principală de asteroizi.

## Descriere
7987 Walshkevin este un asteroid din centura principală de asteroizi. A fost descoperit pe 2 martie 1981 la Siding Spring de Schelte J. Bus. Asteroidul prezintă o orbită caracterizată de o semiaxă mare de 2,77 ua, o excentricitate de 0,21 și o înclinație de 3,3° în raport cu ecliptica.